# Gottfried Hansen
Gottfried Paul Leopold Hansen (ur. 1 listopada 1881 w Rendsburgu, zm. 16 lipca 1976 w Kilonii) – niemiecki oficer marynarki, uczestnik I wojny światowej, tytularny admirał Kriegsmarine, przewodniczący Stowarzyszeniem Żołnierzy Niemieckich. 

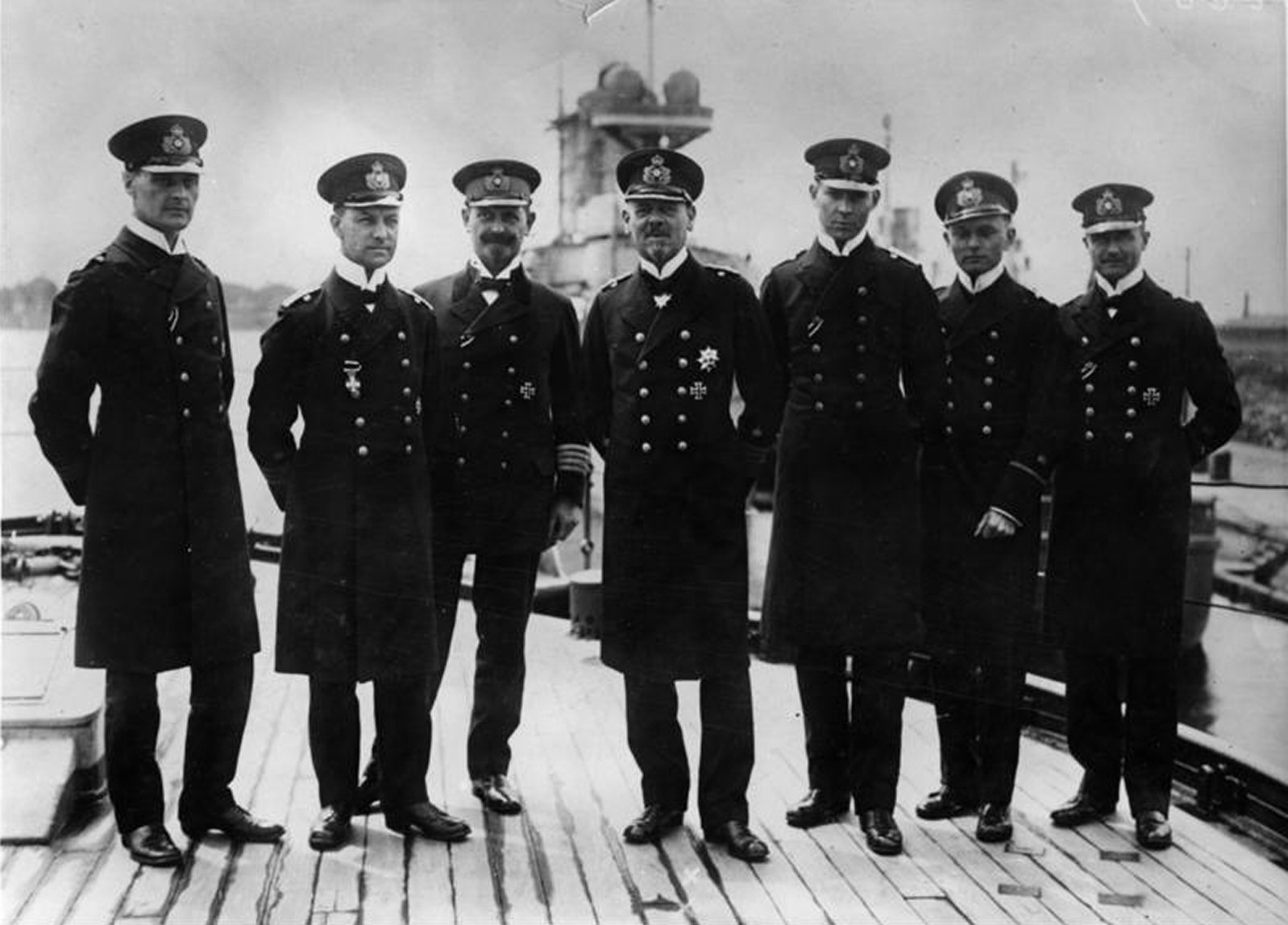
Kpt. Hansen (trzeci od prawej) w sztabie adm. Hippera.

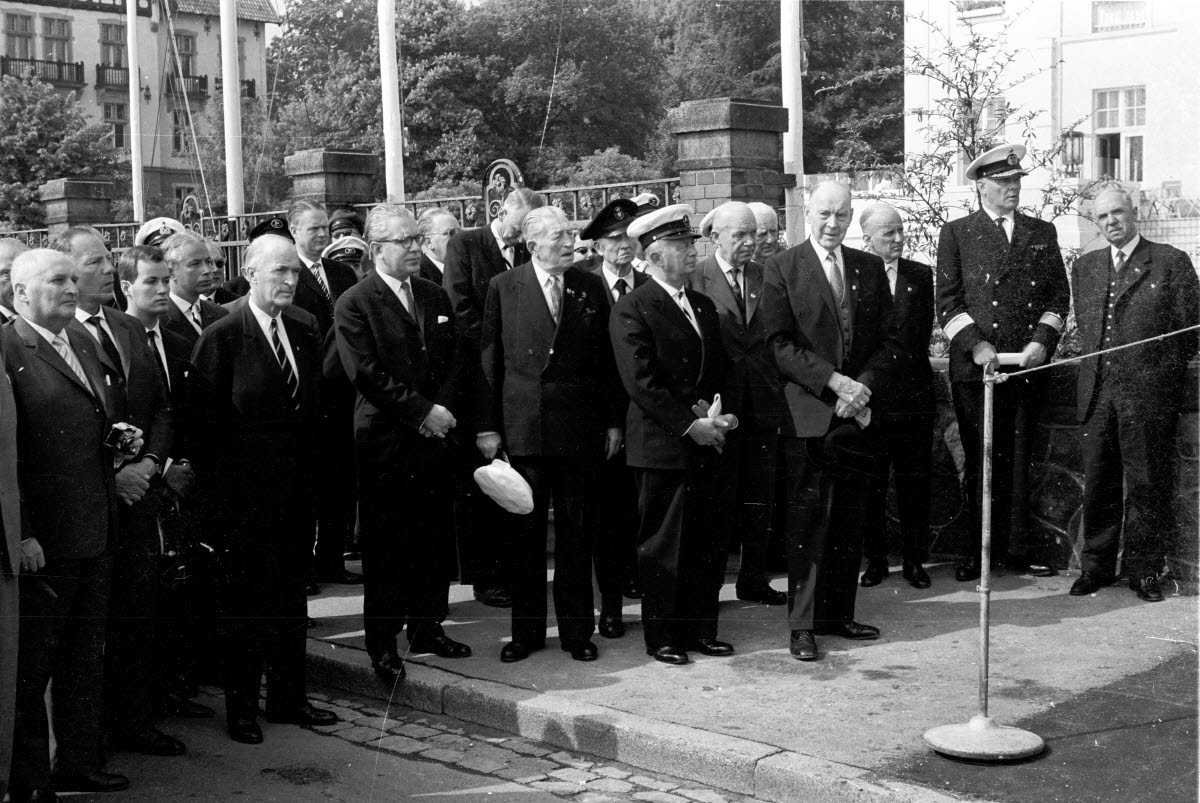
Odsłonięcie pomnika Friedricha Kruppa w Kolonii w 1962 roku. Adm. Hansen czwarty od prawej.

## Życiorys
Do Kaiserliche Marine wstąpił w kwietniu 1898 roku. Początkowo odbywał kursy na korwecie SMS „Moltke”, a następnie w akademii marynarki w Kilonii. Od 1900 roku przydzielony do Eskadry Wschodnioazjatyckiej. Służąc na pokładzie krążownika pancernopokładowego SMS „Hansa” uczestniczył w tłumieniu powstania bokserów w Chinach. Po powrocie z Azji został oficerem wachtowym na pancerniku SMS „Prinz Adalbert”. Od 1904 roku służył w 1. Dywizjonie Artylerii w Friedrichsort, a następnie w 1. Dywizjonie Stoczniowym w Kilonii. 27 stycznia 1908 roku awansowany na stopień kapitana marynarki (niem. Kapitänleutnant). Od 1911 roku do wybuchu I wojny światowej służył na pokładzie pancernika SMS „Schleswig-Holstein”, jako oficer artylerii. W 1914 roku przydzielony do sztabu II Eskadry, której dowódcą był adm. Reinhard Scheer. 12 marca 1915 roku awansowany do stopnia komandora podporucznika (niem. Korvettenkapitäna), a rok później został oficerem sztabu adm. Franza von Hippera i na tym stanowisku brał udział w bitwie jutlandzkiej. Po zakończeniu wojny przyjęty do Reichsmarine. W latach 1918-1924 służył w Departamencie Dowództwa Marynarki. Od 1925 roku, już w stopniu komandora (niem. Kapitän zur See), dowodził kolejno pancernikami „Braunschweig” i „Schleswig-Holstein”. W 1926 roku objął stanowisko inspektora artylerii, a w 1928 roku awansował na stopień kontradmirała i zastąpił adm. Ericha Raedera na stanowisku dowódcy bałtyckiej bazy morskiej w Kilonii. W 1930 roku został mianowany wiceadmirałem, a dwa lata później przeszedł w stan spoczynku. W latach 1938-1944 był redaktorem naczelnym czasopisma „Nauticus. Yearbook for Germany's Maritime Interests”. Po wybuchu II wojny światowej został przywrócony do służby w stopniu tytularnego admirała Kriegsmarine i objął funkcję Komisarza Sądu Nagród Rzeszy. Następnie w latach 1942-1943 był szefem sztabu szkoleniowego Luftwaffe. W 1943 roku, z powodu wieku, przeszedł ponownie w stan spoczynku. Po II wojnie światowej utworzył tak zwane Koło Hansena, które zrzeszało weteranów sił zbrojnych III Rzeszy. W 1951 roku został przewodniczącym Stowarzyszenia Żołnierzy Niemieckich (niem. Verband deutscher Soldaten). Zabiegł o zwolnienie z odbywania kary byłych żołnierzy Wehrmachtu, w tym między innymi adm. Raedera, który opuścił więzienie w 1955 roku. W 1956 roku zrezygnował z funkcji przewodniczącego organizacji. Za swoje zasługi na rzecz zapewnienia świadczeń byłym żołnierzom walczącym podcas II wojny światowej został odznaczony Orderem Zasługi RFN. 

## Odznaczenia
Odznaczenia Gottfrieda Hansena to między innymi:
- Krzyż Wielkiego Oficera Orderu Zasługi Republiki Federalnej Niemiec
- Order Orła Czerwonego IV klasy
- Krzyż Żelazny I klasy
- Krzyż Żelazny II klasy
- Medal za Ratowanie Życia na wstędze
- Kawaler I klasy Orderu Alberta z mieczami (Saksonia)